# AVN Award/International Female Performer of the Year
Der AVN Award for International Female Performer of the Year (Beste internationale Performerin), bis 2021 vergeben als Female Foreign Performer of the Year, ist ein Preis der US-amerikanischen Pornoindustrie, der seit 2003 jährlich im Rahmen der AVN Awards von Adult Video News (AVN) vergeben wird. Es werden nur nicht-amerikanische Darstellerinnen berücksichtigt, im Gegensetz zum Preis Female Performer of the Year.
Rekordpreisträgerinnen sind Katsuni (Frankreich), Anissa Kate (Frankreich) und Little Caprice (Tschechien) mit je drei Siegen. Zweimal gewonnen haben Aleska Diamond (Ungarn) und Misha Cross (Polen).

## Gewinner und Nominierte
| Jahr | Bild | Gewinnerin     | Land                   | Nominierte |
| ---- | ---- | -------------- | ---------------------- | --- |
| 2003 |      | Rita Faltoyano | Ungarn                 | Zora Banks Lea De Mae Sophie Evans Jana Daniella Rush |
| 2004 |      | Mandy Bright   | Ungarn                 | Mélanie Coste Wanda Kurtis Sophie Evans Rita Faltoyano Katja Kassin Katsuni Lucy Lee Anna Nova Alicia Rhodes Stacy Silver Monica Sweetheart Michelle Wild                                  |
| 2005 |      | Katsuni        | Frankreich             | Cristina Bella Niki Belucci Mandy Bright Mélanie Coste Jane Darling Rita Faltoyano Aneta Keys Cindy Lords Sandra Romain Julie Silver Liliane Tiger                                         |
| 2006 |      | Katsuni        | Frankreich             | Sharka Blue Mandy Bright Brigitta Bulgari Angel Dark Rita Faltoyano Tera Joy Alicia Rhodes Julie Silver Stacy Silver Barbara Summer Liliane Tiger                                          |
| 2007 |      | Katsuni        | Frankreich             | Cristina Bella Mandy Bright Angel Dark Jane Darling Mya Diamond Tiffany Hopkins Isabel Ice Claudia Jamsson Cindy Lords Monica Mattos Poppy Morgan Claudia Rossi Priscila Sol Liliane Tiger |
| 2008 |      | Monica Mattos  | Brasilien              | Baroka Balls Nikky Blond Caylian Curtis Suzie Diamond Diana Doll Clara G Isabel Ice Melissa Lauren Divinity Love Oksana Nikki Rider Liliane Tiger Tarra White Yasmine                      |
| 2009 |      | Eve Angel      | Ungarn                 | Black Angelika Bambi Chloe Delaure Diana Doll Regina Ice Melissa Lauren Loona Luxx Roxy Panther Peaches Claudia Rossi Viva Style Cecilia Vega Tarra White Yasmine                          |
| 2010 |      | Aletta Ocean   | Ungarn                 | Blue Angel Stella DelCroix Cindy Hope Regina Ice Jodie James Cherry Jul Melissa Lauren Madison Parker Anita Pearl Monica Santhiago Sofia Valentine Cecilia Vega Tarra White Yasmine        |
| 2011 |      | Angel Dark     | Slowakei               | Aliz Blue Angel Jenny Baby Black Angelika Lou Charmelle Carla Cox Mandy Dee Aleska Diamond Cindy Hope Lea Lexis Kerry Louise Natasha Marley Jessica Moore Tarra White                      |
| 2012 |      | Aleska Diamond | Ungarn                 | Blue Angel Black Angelika Lou Charmelle Liza Del Sierra Cindy Dollar Eufrat Cathy Heaven Franceska Jaimes Gemma Massey Aletta Ocean Anna Polina Jessie Volt Tarra White Zafira             |
| 2013 |      | Aleska Diamond | Ungarn                 | Aliz Black Angelika Claire Castel Carla Cox Laura Crystal Franceska Jaimes Anissa Kate Jenna Lovely Aletta Ocean Anna Polina Ivana Sugar Paige Turnah Jessie Volt Tarra White              |
| 2014 |      | Anissa Kate    | Frankreich             | Nikita Bellucci Samantha Bentley Claire Castel Ava Dalush Tiffany Doll Marica Hase Henessy Cindy Hope Jasmine Jae Cayenne Klein Valentina Nappi Lyen Parker Anna Polina Ivana Sugar        |
| 2015 |      | Anissa Kate    | Frankreich             | Abbie Cat Samantha Bentley Alexis Crystal Tiffany Doll Gina Gerson Cathy Heaven Henessy Jasmine Jae Franceska Jaimes Lola Reve Ivana Sugar Mira Sunset Lola Taylor Charlize Tinkerbell     |
| 2016 |      | Misha Cross    | Polen                  | Samantha Bentley Stella Cox Alexis Crystal Sienna Day Tiffany Doll Tina Hot Jasmine Jae Franceska Jaimes Anissa Kate Manon Martin Mea Melone Amarna Miller Lola Reve Taylor Sands          |
| 2017 |      | Misha Cross    | Polen                  | Amirah Adara Samantha Bentley Claire Castel Stella Cox Sienna Day Tiffany Doll Lea Guerlin Jasmine Jae Ines Lenvin Lexi Lowe Amarna Miller Anna Polina Nekane Sweet Alexa Tomas            |
| 2018 |      | Jasmine Jae    | Vereinigtes Königreich | Amirah Adara Nikita Bellucci Misha Cross Eveline Dellai Susy Gala Gina Gerson Anissa Kate Cherry Kiss Apolonia Lapiedra Amarna Miller Anna Polina Valentina Ricci Julia Roca Alexa Tomas   |
| 2019 |      | Anissa Kate    | Frankreich             | Amirah Adara Little Caprice Misha Cross Cassie del Isla Cléa Gaultier Ella Hughes Gina Gerson Jasmine Jae Tina Kay Alyssia Kent Cherry Kiss Apolonia Lapiedra Texas Patti Tiffany Tatum    |
| 2020 |      | Little Caprice | Tschechien             | Amirah Adara Misha Cross Anna de Ville Lady Dee Cassie del Isla Cléa Gaultier Lucy Heart Apolonia Lapiedra Anissa Kate Tina Kay Cherry Kiss Barbie Sins Tiffany Tatum Rebecca Volpetti     |
| 2021 |      | Cléa Gaultier  | Frankreich             | Little Caprice Alexis Crystal Anna de Ville Cassie Del Isla Angelika Grays Jasmine Jae Anissa Kate Tina Kay Nelly Kent Cherry Kiss Jia Lissa Liya Silver Sybil A Tiffany Tatum             |
| 2022 |      | Little Caprice | Tschechien             | Ginebra Bellucci Anna de Ville Cassie del Isla Cléa Gaultier Angelika Grays Tina Kay Cherry Kiss Jia Lissa Baby Nicols Kaisa Nord Liya Silver Sybil A Rebecca Volpetti Zaawaadi            |
| 2023 |      | Little Caprice | Tschechien             | Alexis Crystal Anna de Ville Shalina Devine Eva Elfie Cléa Gaultier Romy Indy Eden Ivy Cherry Kiss Verónica Leal Rae Lil Black Jia Lissa Clara Mia Liya Silver Sybil A                     |
| 2024 |      | Cherry Kiss    | Serbien                | Little Caprice Kelly Collins Alexis Crystal Anna de Ville Shalina Devine Eden Ivy Scarlett Jones Catherine Knight Geisha Kyd Verónica Leal Clara Mia Tiffany Tatum Christy White Zaawaadi  |
| 2025 |      | Eve Sweet      | Rumänien               | Amirah Adara Little Caprice Kelly Collins Anna de Ville Eden Ivy Jadilica Catherine Knight Veronica Leal Lia Lin Clara Mia Tiffany Tatum Agatha Vega Christy White Zaawaadi                |

## Meiste Siege
- 3 Siege:  Anissa Kate,  Katsuni,  Little Caprice
- 2 Siege:  Misha Cross,  Aleska Diamond

## Meiste Nominierungen
- 8 Nominierungen:  Anissa Kate
- 7 Nominierungen:  Little Caprice,  Jasmine Jae,  Cherry Kiss
- 6 Nominierungen:  Anna de Ville,  Tarra White
- 5 Nominierungen:  Amirah Adara,  Misha Cross,  Alexis Crystal,  Cléa Gaultier,  Anna Polina,  Tiffany Tatum
- 4 Nominierungen:  Samantha Bentley,  Black Angelika,  Mandy Bright,  Cassie del Isla,  Tiffany Doll,  Rita Faltoyano,  Franceska Jaimes,  Katsuni,  Tina Kay,  Liliane Tiger
- 3 Nominierungen:  Blue Angel,  Claire Castel,  Angel Dark,  Aleska Diamond,  Gina Gerson,  Cindy Hope,  Eden Ivy,  Apolonia Lapiedra,  Melissa Lauren,  Verónica Leal,  Jia Lissa,  Clara Mia,  Amarna Miller,  Aletta Ocean,  Liya Silver,  Ivana Sugar,  Sybil A,  Yasmine,  Zaawaadi
- 2 Nominierungen: Aliz, Cristina Bella, Nikita Bellucci, Lou Charmelle, Kelly Collins, Mélanie Coste, Carla Cox, Stella Cox, Jane Darling, Sienna Day, Shalina Devine, Diana Doll, Sophie Evans, Angelika Grays, Cathy Heaven, Henessy, Isabel Ice, Regina Ice, Catherine Knight, Cindy Lords, Monica Mattos, Lola Reve, Alicia Rhodes, Claudia Rossi, Julie Silver, Stacy Silver, Alexa Tomas, Cecilia Vega, Rebecca Volpetti, Jessie Volt, Christy White